# Hieflau
Hieflau est une ancienne commune autrichienne du district de Leoben en Styrie, incorporée aujourd'hui dans la municipalité de Landl.